# Улица Виеталвас (Рига)
Улица Вие́талвас (латыш. Vietalvas iela) — улица в Латгальском предместье города Риги, в историческом районе Дарзциемс. Начинается от перекрёстка с улицами Матиса и Маза Матиса, проходит в юго-восточном направлении, пересекает железнодорожную линию Земитаны — Шкиротава и заканчивается на перекрёстке с улицей Франча Трасуна, переходя далее в улицу Сеску.
Улица Виеталвас впервые показана на плане города в 1921 году под своим нынешним названием, которое никогда не изменялось. Оно происходит от названия волостного центра Виеталва в Айзкраукльском крае.
Общая длина улицы составляет 1047 метров. На всём протяжении имеет асфальтовое покрытие. Движение двусторонее. По улице проходит маршрут городского автобуса № 20. Переезд через железнодорожную линию оборудован автоматическим шлагбаумом.
Застройка от начала улицы до развязки с улицами Вестиенас и Пиедруяс преимущественно промышленная; с правой стороны прилегает территория кладбища Матиса. Вторая часть улицы проходит по зоне жилой застройки.
В 2018 году было анонсировано предстоящее расширение улицы Вестиенас и сооружение двухуровневой развязки при пересечении с улицей Виеталвас.

## Прилегающие улицы
Улица Виеталвас пересекается со следующими улицами:
- Улица Матиса
- Улица Маза Матиса
- Улица Вестиенас
- Улица Пиедруяс
- Улица Яунрозес
- Улица Франча Трасуна
- Улица Сеску